# Zenekar

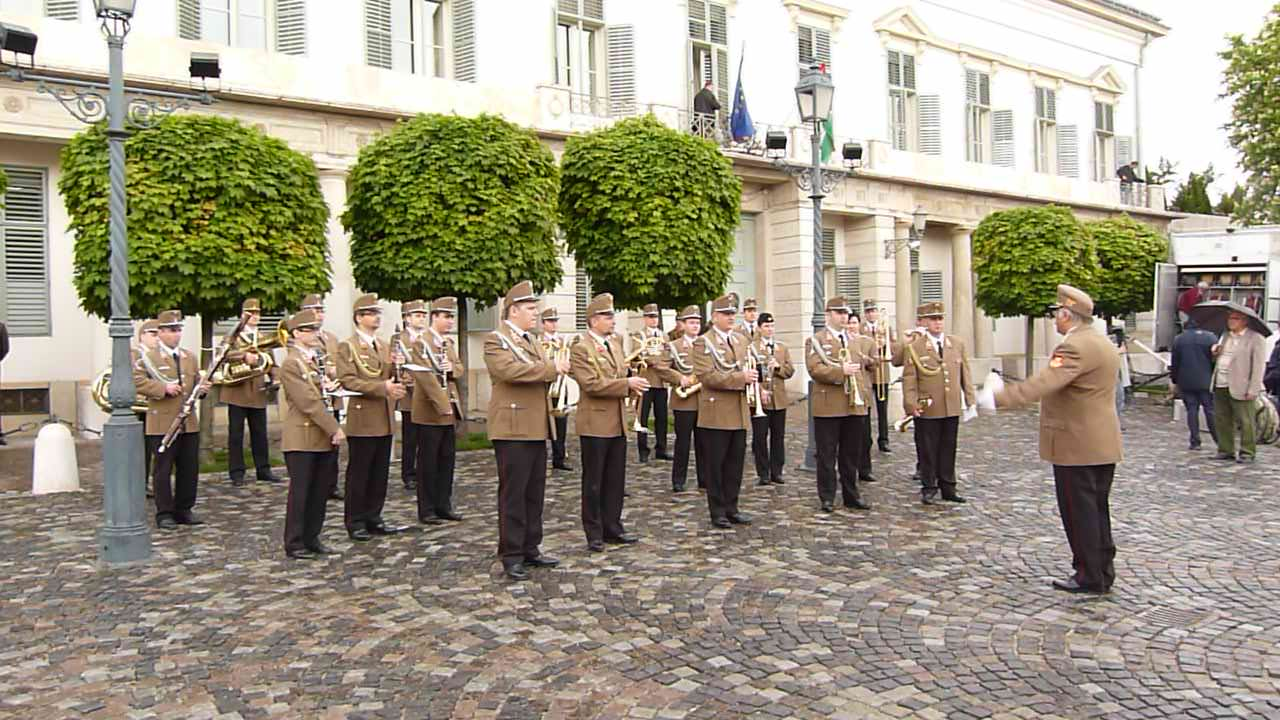
Katonazenekar a budai várban

A zenekar tágabb értelemben hangszerekből álló zenei együttes, szűkebb értelemben olyan hangszeres együttes, ahol a különböző szólamokat nem szólisták, hanem azonos hangszerekből álló csoportok képviselik a karmester irányítása alatt.
Az angol nyelv a zenekarnak megfelelő „orchestra” szó alatt inkább nagyzenekarokat ért, a kisebb zenekarok neve „band”, a magyar nyelvben nincs ilyen szigorú megkülönböztetés, például az „egyszemélyes zenekar” angol neve „one man band”. Ennek megfelelően a szócikk a magyar értelmezés szerint az összes zenekarfajtát megemlíti, mint gyűjtőoldal.

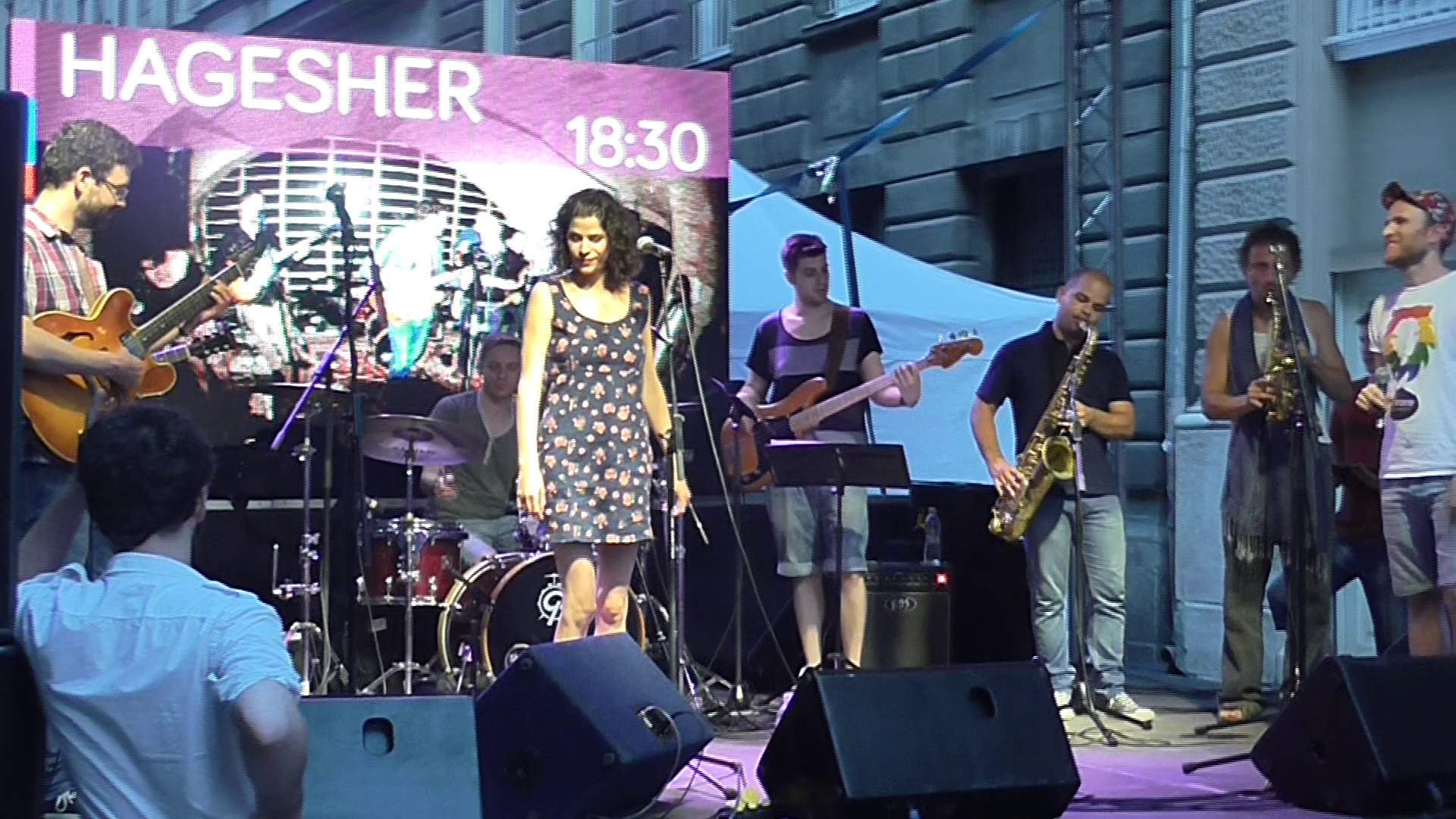
A Hagesher együttes fellép Budapesten a Révay utcában

## Fajtái
A zenekarokat a közreműködők létszáma, a hangszerek milyensége, az előadott zene műfaja alapján lehet csoportosítani a hangszeres duótól a teljes méretű  szimfonikus vagy filharmonikus zenekarig. A szócikk néhány fontos példát említ csak meg,  összes zenekarfajta felsorolása nem lehetséges.

### Komolyzene
Ez utóbbi zenekarok általában nyugati komolyzenét vagy operát, (esetleg filmzenét) adnak elő, létszámuk húsztól akár százig is terjedhet. Hangszereik között vonósok, rézfúvósok, fafúvosok, ütőhangszerek és hárfa vannak. A gitár, a szaxofon ritka, zongora is csak bizonyos zeneművek esetén tartozik a zenekarba.
A kis méretű, szólistákból álló zenei együtteseket kamarazenekarnak nevezzük, vagy létszámtól függően duónak, triónak, kvartettnek, kvintettnek stb. A kamarazenekarok általában nyugati komolyzenét adnak elő, ez  lehet klasszikus, vagy modern is. Játszhatnak vegyes hangszereken, vagy lehet például vonósnégyes, fúvósötös is.
A modern komolyzenében egyéb különleges hangszerek, vagy hangkeltő eszközök is előfordulhatnak.
A nagyzenekar egy speciális változata a fúvószenekar. Általában ünnepségeken, felvonulásokon, parádékon hallható. Hangszerei közé az összes fúvóshangszer tartozhat, a basszust az óriási tölcséres bombardon adja. Kellék még a nyakba akasztható dob, a pergődob és a cintányér is.

### Dzsessz
A legnagyobb és legteljesebb dzsessz zenekar a big band. Létszáma tipikusan 10-12, maximum 20 fő. Fúvós hangszerei közé tartozik a trombita, harsona, szaxofon, klarinét. Gitár, nagybőgő és gyakran bendzsó tartozik a pengetősekhez. A bőgőt a komolyzenével ellentétben pengetik. A zenekar feltétlen része még a jazz-dob és többnyire a zongora is. A legnagyobb létszámú big band zenekarokat karmester vezényli. A big band zenekarok fénykora a szving-időszak volt, a harmincas-negyvenes években.
A big bandnál kisebb zenekarok működtek a huszas évek dixieland-korszakában, ahhoz hasonló hangszerekkel.
A későbbi bebop-jazz zenekarok szólistákból álltak, létszámuk általában három és hat fő között volt. Fő hangszereik a szaxofon, trombita, dob, jazz-gitár, nagybőgő (ritkábban basszusgitár) és zongora voltak. Az együttesek általában a fő szólista köré alakultak, annak hangszerjátékát kísérték. Ez bármelyik hangszer lehetett, de akár vibrafon (Milt Jackson), dob (Art Blakey), vagy hammond-orgona (Jimmy Smith) is.

### Könnyűzene
A szűkebb értelemben vett könnyűzenét (lounge) sokszor nagylétszámú, a komolyzenéhez hasonlóan felépített, fegyelmezett zenekarok adják elő, karmester vezetésével. A legismertebbek közé tartozik Bert Kaempfert, Mantovani, Caravelli, Paul Mauriat, Henry Mancini zenekara. Fénykoruk az ötvenes-hatvanas években volt.
Hasonló összeállítású zenekarok kísértek nagyon sok korabeli, romantikusabb tánczenei dalt is. A modernebb dalokat kisebb, big band jellegű zenekarok kísérték, például a magyar Stúdió 11.

### Popzene
Az 1950-es években kialakult, rendkívül szerteágazó popzene általában kisebb zenekarok, együttesek története is. A szinte minden esetben megtalálható hangszerek a dob, ritmusgitár, basszusgitár és a szólógitár. A rock-korszakban ez gyakorta kiegészítette a zongora, hammond orgona, fender-zongora. A rock and roll korszakban basszusgitár helyett sokszor nagybőgőt használtak, gyakori volt a szaxofon is. Az amerikai soul és funky zenekarok szinte minden esetben fúvósokkal is kiegészültek. A korai diszkókorszak számait gyakorta nagyzenekar kísérte.
A nyolcvanas évektől a popzenében egyre gyakoribbá vált az elektronikus kíséret, mellyel vagy önálló hangzást alkalmaznak, vagy különféle természetes hangszerek hangját utánozzák. Ebben az esetben valódi zenekarról már nem beszélhetünk.

### Népzene
Az autentikus népzenét általában néhány tagú kis zenekarok művelik, az adott stílusnak, országnak megfelelő hangszerekkel. A magyar népzenére a többek között a citera, köcsögduda, tekerőlant, az ír zenére például a különféle sípok és hegedű, a latin zenére a gitárok, az orosz népzenére a balalajka, az afrikai zenére a dob jellemző, a példák sora igen hosszú lehetne.
A népzene egy oldalhajtása a népies műzene. Ilyen a magyarnóta, ami cigányzenészek által játszott úgynevezett kávéházi cigányzene. Minimálisan négy hangszer szükséges hozzá, ezek a hegedű, a brácsa, a nagybőgő és a cimbalom, ezek mellett gyakori a klarinét. A legnagyobb magyar cigányzenekar 100 főből áll.
A magyarnóta modern változata a mulatós zene, a cigányzene modern változata az úgynevezett „romadiszkó”. Hasonló, népies alapú műzene többek között a fúvósokra és harmonikára alapozott sramlizene, a hegedűvel, sípokkal játszott ír kocsmazene, a sokszor bendzsóval, fémgitárral játszott country, a tangóharmonikás zydeco és cajun.

### Egyszemélyes zenekar

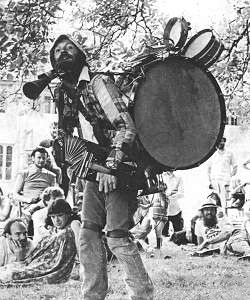
Egyszemélyes zenekar

Főleg utcazenészek művelik. Az egyetlen személy egyidejűleg több hangszeren játszik. Hátán lábbal működtethető dob, annak tetején sokszor másik lábbal működtethető cintányér van. Az előadó nyakában kéz nélkül elérhető szájharmonika, kezében gitár, a lehetőségeknek csak az utcazenész hangszeres tudása, fantáziája és teherbíró képessége szab határt.